# 石川穂乃華
石川 穂乃華（いしかわ ほのか、1982年4月18日 - ）は、日本のグラビアアイドル。石川県出身。
以前は大塚 まひろ（おおつか まひろ）の芸名で活動を行っていたが、2008年より現在の名前に改名した。

## 主な活動

### テレビ
- 〜明日も絶対〜パチるん?・群馬版（群馬テレビ）
- 誘惑のマーメイド（MONDO21）

### その他
- 鈴鹿8耐・TEAM HATAKEYAMAレースクイーン（2007年）
- 東京競馬場・GIレースクイーン（2007年）

| スタブアイコン | サブスタブ | この項目は、まだ閲覧者の調べものの参照としては役立たない、アイドル（グラビアアイドル・ライブアイドル・ネットアイドル・レースクイーン・コスプレイヤーなどを含む）に関連した書きかけの項目です。この項目を加筆・訂正などしてくださる協力者を求めています（P:アイドル/PJ:芸能人）。 |